# Eueides vicinalis
Eueides vicinalis är en fjärilsart som beskrevs av Hans Ferdinand Emil Julius Stichel 1903. Eueides vicinalis ingår i släktet Eueides och familjen praktfjärilar. Inga underarter finns listade i Catalogue of Life.